# Charles Geschke
Pour les articles homonymes, voir Geschke.
Charles M. « Chuck » Geschke, né le 11 septembre 1939 à Cleveland dans l'Ohio et mort le 16 avril 2021, est un informaticien américain connu pour avoir cofondé avec John Warnock en 1982, l'entreprise informatique Adobe Systems, qui édite des logiciels graphiques.

## Biographie
Charles Matthew Geschke est né à Cleveland, Ohio, le 11 septembre 1939.
Il effectue des études supérieures en mathématiques, dans un premier temps jusqu'en 1963, à l'Université Xavier à Cincinnati. Il enseigne ensuite les mathématiques à l'Université John Carroll de 1963 à 1968. En 1972, il prolonge ses études supérieures par un doctorat en informatique à l'Université Carnegie Mellon sous les conseils de William Wulf. Il déménage en 1972 à Palo Alto, dans la baie de San Francisco, pour travailler dans un centre de recherche Xerox, le « Palo Alto research center (PARC). Il travaille d’abord sur des supercalculateurs, puis sur un projet d’ordinateur personnel. Mais en 1978 il s'intéresse à la gestion de l’impression laser (Xerox est un des fabricants d'imprimantes lasers) et sur un langage informatique, appelé Interpress,  qui permettrait d'exploiter la finesse de ces imprimantes laser appelées à remplacer les imprimantes à aiguilles dans les entreprises, et pouvant imprimer non seulement du texte mais aussi des dessins ou des photos. Mais Xerox est à l'époque peu intéressé par les imprimantes pilotées par ordinateur, et ne pense pas qu'il soit pertinent de commercialiser les solutions mises au point par Charles Geschke,. 
Déçu, Charles Geschke quitte le PARC en 1982 pour fonder Adobe à 43 ans. Un de ses collaborateurs du PARC, John Warnock, l'accompagne dans ce pari entrepreneurial et devient son associé. Il signe bientôt un premier contrat avec Apple (jeune entreprise à l'époque) intéressée par ses solutions. Le logiciel Interpress devient le PostScript d'Adobe qui, combiné en 1985 avec le matériel d'Apple Computer, notamment l'imprimante LaserWriter d'Apple, permet de constituer le premier système de publication assistée par ordinateur (PAO).  Ce langage d'impression, le PostScript ouvre de nouvelles perspectives dans le pilotage des imprimantes, individuelles ou industrielles,. 
Charles Geschke devient aussi le co-auteur du livre de Wulf en 1975, The Design of an Optimizing Compiler. Mais surtout, il continue à innover avec son entreprise Adobe, avec une vision à moyen et long terme de l'usage des outils numériques. Il crée notamment le logiciel de dessin Illustrator. Puis en 1988, sa société Adobe, anticipant le virage des communications numériques, lance le Portable Document Format plus souvent appelé par son acronyme : Pdf. Ce langage de description de documents (cet ensemble, mis en page, de textes, dessins, pouvant aussi encapsuler des images et des vidéos), permet d'obtenir des fichiers utilisables à l'identique pour communiquer entre ordinateurs, pour visualiser le document et le travailler sur son ordinateur, pour dialoguer avec une imprimante, etc. C'est un format idéal dans un environnement numérique par sa compatibilité avec différents médias (écran et imprimante notamment). Le Pdf va se substituer à terme au Postscript, « logiciel de la même famille » qui l'avait précédé, ayant les mêmes qualités de finesse pour piloter une imprimante. Mais les innovations de la société Adobe, sous la houlette de Charls Geschke, se prolongent encore. Adobe acquiert un logiciel de retouche d’image développé par deux étudiants, Photoshop, qu’il commercialise en 1990 et qu'il rachète complètement cinq ans plus tard. En 1991, l’entreprise acquiert un autre logiciel, de montage vidéo cette fois, Premiere qui devient Adobe Premiere puis Adobe Premiere Pro, acquis auprès de la société SuperMac Technology. Et en 2005, Adobe rachète Macromedia, une société qui a développé Flash, un logiciel de manipulation de graphiques vectoriels, d'images matricielles et de scripts ActionScript en vue de créer des contenus multimédia (animations, vidéos, jeux, applications...). Ces outils vont être de plus en plus utilisés par les différentes entreprises intervenant en communication, au fur et à mesure de la généralisation du numérique dans ce secteur.
Mais le matin du 26 mai 1992, alors que Charles Geschke arrive pour travailler à Mountain View, en Californie, il est  enlevé sous la menace d'une arme depuis le parking de son entreprise Adobe par deux hommes, Mouhannad Albukhari, 26 ans, de San Jose, et Jack Sayeh, 25 ans, de Campbell. Un porte-parole du FBI rapporte que l'agence surveillait ensuite les appels téléphoniques que les ravisseurs ont passés à la femme de Geschke, exigeant une rançon (la femme de Charles Geschke aurait été favorable au paiement de la rançon sans prévenir la police, mais ce serait John Warnock, informé, qui aurait fait le choix de contacter le FBI). Le porte-parole a ajouté qu'Albukhari avait été ensuite arrêté après que le FBI ait récupéré la rançon de 650 000 $, laissée par la fille de Charles Geschke à un point de dépôt. Par Albukhari, le FBI accède à un bungalow, où Sayeh retient Charles Geschke en otage. Charles Geschke est libéré indemne après avoir été détenu pendant quatre jours. Les deux ravisseurs ont finalement été condamnés à des peines de prison à perpétuité.
Geschke meurt le 16 avril 2021, à l'âge de 81 ans,,.